# Stsスーパーニュース
『SAGATVスーパーニュース』（サガテレビ スーパーニュース、ラテン文字表記：SAGA TV Super NEWS）は、サガテレビで夕方に生放送されていた佐賀県向けのローカルワイドニュース番組である。ハイビジョン制作（ハイビジョン放送は地上デジタル放送のみで実施）。

## 概要
- 1998年3月30日、『FNN stsザ・ヒューマン』の後番組としてスタート。

- 2001年4月2日から2002年3月29日までは『sts情報ワイド』の後半枠で放送されていた。また平日版は、2014年10月3日まで『かちかちワイド』に内包される「コンプレックスのコンプレックス」形式だった。

- 番組の開始当初から2014年12月いっぱいは『FNN stsスーパーニュース（エスティーエス スーパーニュース FNN sts Super NEWS）』の題名だったが、新ロゴマークの制定に伴い、2015年1月4日（平日版は同年1月5日）からは『FNN SAGATVスーパーニュース』と題して放送されている。

- 2015年3月27日（週末版は3月29日）に『スーパーニュース』が終了するのに伴い、この番組も終了となり、3月30日以後は、平日は『みんなのニュース』を内包、かつ『かちかちワイド』を統合した『かちかちPress』に移行し、ニュースパートは17時台前半と18時台に放送された。森は同番組のメインキャスターとして主に16・17時台に担当し、17時台のニュースと18時台は新キャスターを迎える。

- また土曜・日曜は『FNN SAGATVみんなのニュース Weekend』（17:30-18:00　全国ニュースと県内ニュースのみ）を放送（こちらは2018年4月1日終了）。

## 放送時間
| 期間      | 期間      | 放送時間（JST）       | 放送時間（JST）       | 放送時間（JST）       |
| 期間      | 期間      | 月曜日 - 金曜日       | 土曜日                | 日曜日                |
| --------- | --------- | --------------------- | --------------------- | --------------------- |
| 1998.3.30 | 2000.4.2  | 17:55 - 19:00（65分） | 18:00 - 18:30（30分） | 17:30 - 18:00（30分） |
| 2000.4.3  | 2001.4.1  | 17:54 - 19:00（66分） | 18:00 - 18:30（30分） | 17:30 - 18:00（30分） |
| 2001.4.2  | 2015.3.29 | 17:54 - 19:00（66分） | 17:30 - 18:00（30分） | 17:30 - 18:00（30分） |

## キャスター

### 平日
- 下村麻貴（メインキャスター）
- 森洸（月・火・水）
- 廣瀬仁秀（木・金）

### 週末
週末版の担当者はシフト勤務形式。
- 鶴丸英樹
- 木戸優雅
- 平川邦明
- 花田百合奈

## 過去の出演者

### 平日
- 鶴丸英樹
- 石井理加
- 中村なぎさ
- 古賀揚参
- 瀧廣祥子
- 村岡格
- 井手美智留
- 牛島奈津子
- 長安智子
- 広橋奈美
- 松永優子
- 小林若菜
- 豊原美紀

### 週末
- 松本茂樹
- 千住綾
- 小林容子
- 村岡格
- 坂井千夏
- 酒井俊幸
- 鳥井智子
- 南崇臣
- 坂本浩樹
- 市原万起子
- 豊原美紀
- 古賀奈津子
- 小林若菜
- 迫田佳那